# Bruce Beaver
Bruce Beaver (ur. 14 lutego 1928, zm. 17 lutego 2004) – australijski poeta.
W latach 1958–1962 mieszkał w Nowej Zelandii i na wyspie Norfolk. Cierpiał na zaburzenia afektywne dwubiegunowe. Początkowo pracował m.in. jako urzędnik, farmer, korektor i dziennikarz. Jego pierwszy wiersz powstał jako reakcja na zrzucenie bomby atomowej na Hiroszimę. Małżeństwo pozwoliło mu na utrzymywanie się z pieniędzy żony i całkowite oddanie się twórczości.

## Ważniejsze utwory
- Under the Bridge (1961)
- Letters to Live Poets (1969)
- Odes and Days (1975)
- Death's Directives (1978)